# Karihkil
Karihkil is een bestuurslaag in het regentschap Bogor van de provincie West-Java, Indonesië. Karihkil telt 10.196 inwoners (volkstelling 2010).